# Spirit 101
O 101/101B/101C é o modelo da Spirit Racing da temporada de 1984 da F1. 
Foi guiado por Mauro Baldi e Huub Rothengatter.